# Höhle von Rouffignac
Die Höhle von Rouffignac, gelegen im Gebiet der französischen Gemeinde Rouffignac-Saint-Cernin-de-Reilhac, Département Dordogne, enthält über 250 Petroglyphen (Felsritzungen) aus dem späten Jungpaläolithikum, wahrscheinlich aus der Zeit des Magdalénien. Sie gehört zum Umkreis der Frankokantabrischen Höhlenkunst.

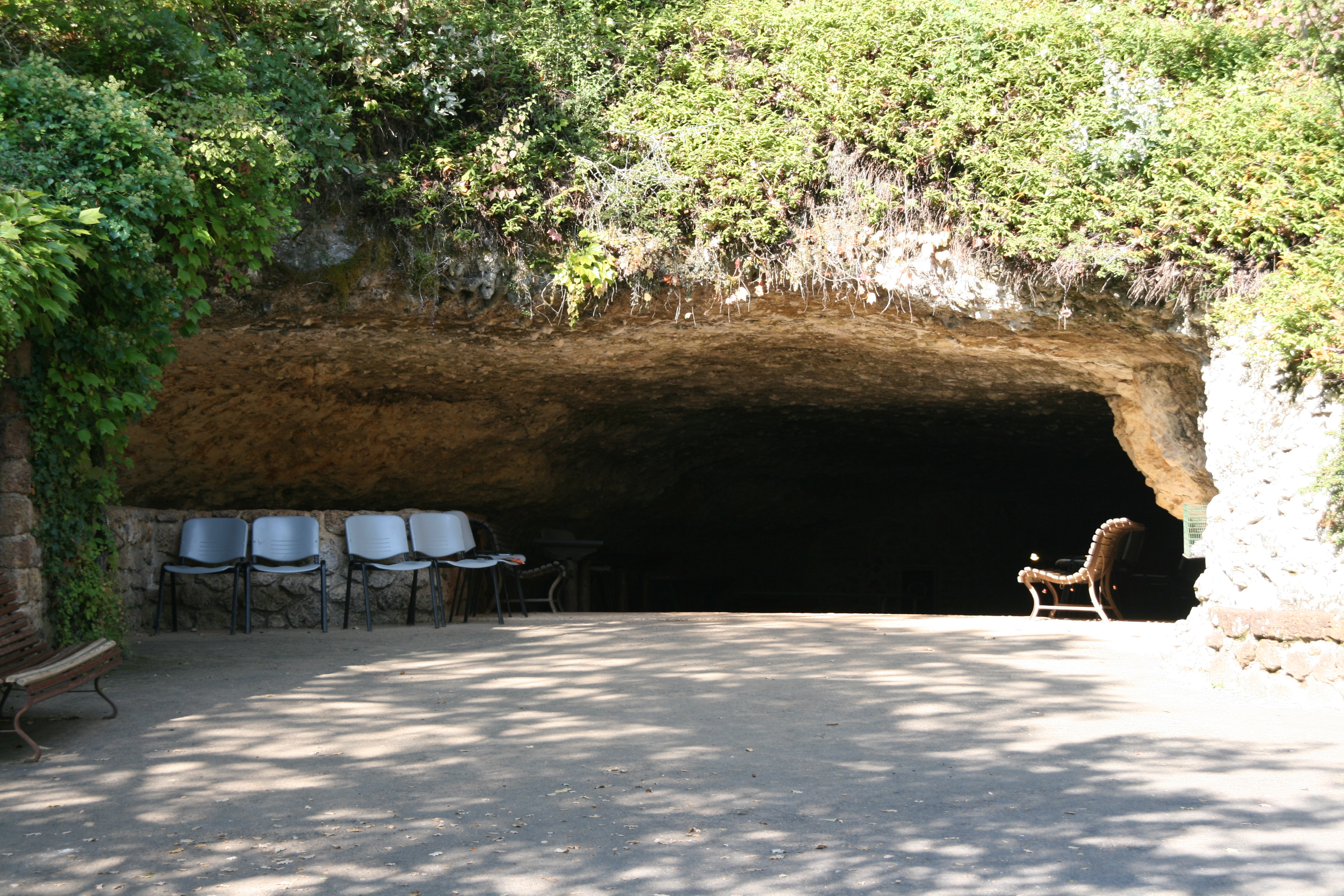
Der Eingang zur Höhle von Rouffignac

## Geographische Lage und Beschreibung der Höhle
Die Höhle der hundert Mammuts, auch als Höhle von Miremont, Höhle des Cluzeau oder als Cro de Granville bekannt, liegt etwa 5 Kilometer südlich von Rouffignac, an der rechten Talseite des Bächleins Labinche. Muttergestein der Höhle sind flachliegende Kalke, die sehr reich an Hornsteinknollen sind. Die Höhle befindet sich unterhalb eines Höhenrückens, der die Wasserscheide zwischen Isle und Vézère darstellt.
Die Höhle ist mehr als 8 Kilometer lang und wird jetzt zu Besuchszwecken mit einer kleinen Elektrobahn befahren, die entlang des Hauptgangsystems 2 Kilometer tief in den Berg vordringt. Es bestehen 10 Schachtöffnungen, die in ein tieferes Höhlenstockwerk führen. Eigenartigerweise wurden bedeutende Bildkompositionen oft unmittelbar an diesen gefährlichen Stellen angebracht. Von dem tieferen Stockwerk wurden weitere 4 Kilometer erkundet.

## Geschichte
Die Höhle von Rouffignac wird bereits 1575 von François de Belleforest in seiner Cosmographie Universelle erwähnt, in der er „Malereien und Tierspuren“ anspricht. Im 19. Jahrhundert war sie als Touristenattraktion bekannt. Sie war im beginnenden 20. Jahrhundert zwar von bekannten Archäologen wie Henri Breuil, Glory und Martel aufgesucht worden, aber es sollte immerhin noch bis 1956 dauern, bis die Felsbilder von Louis-René Nougier und Romain Robert, zwei Prähistorikern aus den Pyrenäen, auch tatsächlich erkannt und bestätigt wurden. Im Verlauf des Zweiten Weltkrieges hatte die Höhle der Résistance als Unterschlupf gedient. Ab 1959 wurde die Höhle für touristische Zwecke geöffnet.
Seit 1979 ist die Höhle im Verbund mit anderen bedeutenden Fundstätten des Vézère-Tals Weltkulturerbe der UNESCO.

## Abbildungen

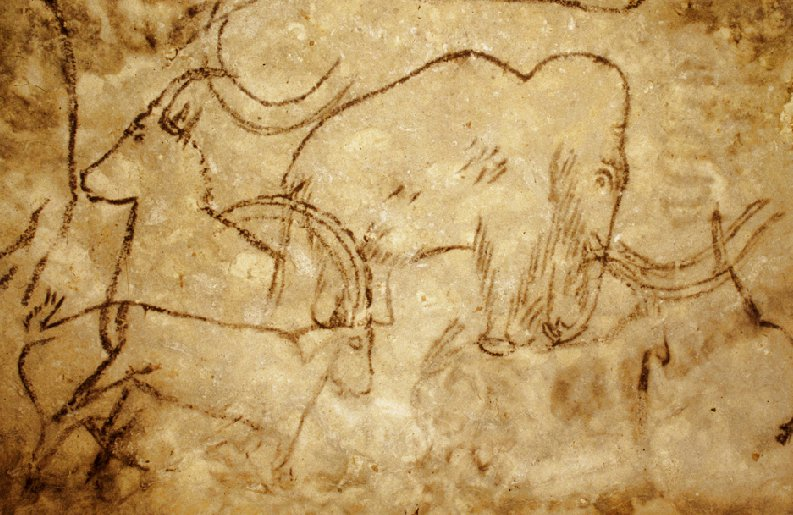
Wollhaarmammut und Steinböcke

Die Kunstwerke wurden vorrangig als Ritz- oder als schwarze Umrisszeichnungen ausgeführt. Bis jetzt wurden 224 Tierdarstellungen und 4 menschliche Figuren registriert. Die Tierdarstellungen lassen sich wie folgt aufschlüsseln:
- 158 Wollhaarmammute, d. h. 70 % aller dargestellten Tiere
- 028 Wisente
- 015 Wildpferde
- 012 Steinböcke
- 010 Wollnashörner
- 001 Bär

Von den sechs dargestellten Tierarten nehmen die Mammute eine herausragende Stellung ein. Auch Wollnashörner sind hier außergewöhnlich häufig, während sie in anderen Höhlen nur vereinzelt dargestellt wurden.
Zeichen sind wesentlich seltener als Tierdarstellungen. Es sind 17 tektiforme (hausförmige) und sechs serpentiforme (schlangenförmige) Zeichen bekannt. Ziemlich häufig treten jedoch sogenannte „Fingerspuren“ (franz. tracé digital) auf, makkaroni- oder mäanderartige Zeichen, die über etwa 500 Quadratmeter hinweg Wände und Decken der Höhle bedecken. Mit einer Publikation im Jahre 2006 wurde bekannt, dass 50 dieser Fingerkuppenspuren auf die Hände von Kindern zurückgehen, wie eine Messung der Breite der Fingerspuren ergab. Einige dieser nur zwei- bis dreijährigen Kinder seien offenbar von Erwachsenen hochgehoben worden, während sie die Wände berührten. Der Archäologe Dick Stapert präzisierte die Zahlenangaben insofern, als es sich bei 46 der 50 Spuren um solche von zwei Kindern handelt. Eins von ihnen sei ein zwei- bis dreijähriges Mädchen gewesen, das andere ein zwei- bis dreijähriger Junge oder ein fünf- bis sechsjähriges Mädchen. Die vier verbleibenden Spuren seien von zwei bis vier anderen Kindern angefertigt worden, die zwischen sechs bis dreizehn Jahre alt waren. Im Jahre 2011 wurde Rouffignac daher während der Jahrestagung der Society for the Study of Childhood in the Past als „prähistorische Kunstschule“ („Prehistoric Art School“) vorgestellt.
Besonders reichhaltig sind die Malereien an der Decke eines verbreiterten Raumes, dem Le Grand Plafond mit allein 63 Tierdarstellungen. Auch hier besteht die Verbindung mit einer Schachtöffnung.

## Schrammen von Höhlenbären
Unter den menschlichen Gravuren liegende Kratzspuren an den Wänden zeugen von der Anwesenheit des Höhlenbären, der jedoch schon vor etwa 25.000 Jahren (vor dem Maximum der letzten Eiszeit) ausgestorben ist.

## Alter
Für die Höhle von Rouffignac liegen keine 14C-Daten vor, da in der Höhle außer einer Klinge keine weiteren Artefakte oder Holzkohlen gefunden wurden. Die Malereien und Gravuren dürften aber aufgrund stilistischer Zuordnung (Stil IV gemäß André Leroi-Gourhan) durchweg aus der Zeit des Magdaléniens stammen, sind also mindestens 14.000 Jahre alt.
Grabungen am Höhleneingang konnten menschliche Siedlungsspuren aus dem Mesolithikum (Tardenoisien und Sauveterrien), sowie aus dem Neolithikum und der Eisenzeit nachweisen. Zwischen 9200 und 7800 BP hatten mesolithische Jäger und Sammler den Eingangsbereich der Höhle bewohnt, wie mehrere übereinanderliegende Feuerstellen, Tierknochen und Steinartefakte belegen. Aus dem Sauveterrien wurden geometrisch geformte Mikrolithen (Rouffignacspitzen) entdeckt. In den oberen Lagen fanden sich Gräberreste aus dem Neolithikum und der Eisenzeit.

## Besuch
Die Höhle von Rouffignac ist vom 1. April bis zum 1. November geöffnet. Die Zahl der Besucher ist pro Tag auf 550 Personen beschränkt.

## Belege
1. ↑  Website der Höhle (Memento des Originals vom 18. August 2010 im Internet Archive)  Info: Der Archivlink wurde automatisch eingesetzt und noch nicht geprüft. Bitte prüfe Original- und Archivlink gemäß Anleitung und entferne dann diesen Hinweis. (französisch, englisch).
2. ↑  Louis-René Nougier, Romain Robert: Rouffignac ou La guerre des Mammouths. La Table Ronde, Paris 1957.
3. ↑  Lothar Zotz: Die Wiederentdeckung der Merkwürdigkeiten von Rouffignac. In: Orion. Band 12, Heft 3, 1957, ZDB-ID 207436-9, S. 169–174
4. ↑  Pierre Vidal: Cavernes en Périgord. Cavités touristiques, cavernes sauvages. 2. Auflage. Fanlac, Périgueux 1987, ISBN 2-86577-115-6.
5. ↑  Kevin Sharpe, Leslie Van Gelder: Evidence for cave marking by Palaeolithic children. In: Antiquity. Band 80, Nr. 310, 2006, S. 937–947, doi:10.1017/S0003598X00094527.
6. 1 2  Dick Stapert: Finger flutings by Palaeolithic children in Rouffignac Cave: comments on a paper by Sharpe & Van Gelder. In: Antiquity. Band 81, Nr. 312, 2007, (online).
7. ↑  Finger drawings from a prehistoric preschool. In: Science. Band 334, Nr. 6052, 2011, S. 24.

Koordinaten: 45° 0′ 31″ N, 0° 59′ 16″ O